# Vedanta
Vedanta (devanágari: वेदान्त, Vedānta), também denominada Uttara Mimamsa, é uma tradição espiritual explicada nos Upanishads, que se preocupa principalmente com o conhecimento, através da qual se pode compreender qual a real natureza da realidade (Brâman). O Vedanta caracteriza Brâman como realidade (Sat), consciência (Cit) e beatitude (Ānanda). Originou-se do antigo povo Arya ou Arianos e foi levada aonde hoje situa-se a Índia, na época habitadas pelos Drávidas ou povos do vale do Rio Indo (Sindhus), de filosofia Samkhya. Ao contrário desta última, o Vedanta é de característica mística, devido à influência Árya. No passado, combinou-se ao sistema Bramacharya (medieval) e posteriormente ao sistema Tantra (Vedanta contemporâneo).

## Fundamentos
O Vedanta - que significa "a meta de todo o conhecimento" - por definição não se restringe ou está confinada a um único livro, e não é a única fonte d. O Vedanta se baseia nas leis espirituais imutáveis que são comuns às tradições religiosas e espirituais ao redor do mundo, onde o "meta do conhecimento" se referiria a um estado de autorrealização ou de consciência cósmica. Historicamente, o Vedanta tem sido compreendido como um estado de transcendência, e não como um conceito que pode ser compreendido apenas pelo intelecto. O Vêdânta não é, contudo, nem uma filosofia e tampouco uma religião e sim uma doutrina puramente metafísica.
A palavra Vedanta é um composto sânscrito que pode ser interpretado como:
- veda = "conhecimento" + anta = "fim, conclusão": "o ápice do conhecimento" ou "adendo aos Vedas"
- veda = "conhecimento" + anta = "essência", "centro", ou "dentro": "a essência dos Vedas".[2]

O Vedanta representa o Eu como o supremo regente de todos os centos de atividades fenomênicas e também como uma testemunha indiferente a tudo que ocorre. No Vedanta, esse Eu participa das ações, contudo não se envolve diretamente nos processos e em suas consequências, sendo ele uma perfeita correspondência do ser supremo das mitologias populares indianas e esse criador. Desse Ser divino surgem todas as transfigurações na esfera do devir. Esse Uno, como o Senhor da Mãyã, modifica ininterruptamente uma diminuta partícula de sua própria incomensurabilidade nas multidões de seres que entram e saem uns dos outros. Sendo assim, o Brahman continua impassível.
O Eu da tradição ária-védica é o Ser Universal e reside o indivíduo, sendo também o que lhe fornece vida. Ele transcende tanto o organismo físico quanto a sutileza da psique, embora careça ele mesmo de órgãos sensoriais próprios. Esta interação paradoxal entre criatura fenomênica e seu núcleo imperecível impassível, oculto pelos envoltórios perecíveis é expressa em estrofes vedantinas:
O cego encontrou a joia;
O sem dedos a pegou;
O sem pescoço a vestiu;
E o mundo a elogiou.
O adhikãrin (pupilo) ao começar seu estudo de Vedanta deve ter uma postura não de crítica ou de curiosidade, mas de absoluta fé na ideia que ele poderá descobrir a verdade por meio das fórmulas do Vedanta prestes a lhe serem compartilhadas. Além disso, cabe ao adhikãrin possuir um grande desejo de libertar-se da vida mundana, uma aspiração firme e sincera de livrar-se da servidão de sua existência de individuo preso ao vórtice da ignorância. Essa atitude é denominada mumuksutva (o desejo de libertação).